# أندري كوفتون
أندري كوفتون (بالأوكرانية: Ковтун Андрій Олександрович)‏ هو مدرب كرة قدم ولاعب كرة قدم أوكراني في مركز حراسة المرمى، ولد في 28 فبراير 1968 في نيجين في أوكرانيا. لعب مع دينامو كييف وسيسكا كييف وشاختار دونيتسك ونادي فورسكلا بولتافا.

## وصلات خارجية
- أندري كوفتون على موقع اتحاد أوكرانيا (الإنجليزية)
- أندري كوفتون على موقع قاعدة بيانات كرة القدم.إي يو (الإنجليزية)
- أندري كوفتون على موقع ناشيونال فوتبول تيمز (الإنجليزية)
- أندري كوفتون على موقع عالم كرة القدم.نت (الإنجليزية)